# Великий Рожин
Вели́кий Ро́жин — село в Україні, у Кутській селищній громаді Косівського району Івано-Франківської області.

## Географія
Село розташоване у мальовничій гірській частині Косівського району Івано-Франківської області.
Межує з селами Косівського району — Тюдів, Малий Рожин, Розтоки, Яворів; Верховинського району — Черетів, Білоберізка, Буковець, Верхній Ясенів; по річці Черемош з селами Міжброди та Підзахаричі Чернівецької області. 
Висота над рівнем моря 800 м. Відстань від Косова 18 км, від залізничної станції Вижниця — 10 км.
Цікавими пам'ятками природи є Сокільська скеля, Скеля Довбуша, Маршеве каміння, Сокільський хребет, Лужківський водоспад та ін.

## Історія
Територія, на якій пізніше було засноване село входила до складу давньоруської держави — Київської Русі, пізніше — Галицько-Волинської держави.
Засноване 1496 (за іншими даними — 1593 року). Дата заснування села, завжди викликає суперечки в істориків. Перша письмова згадка знаходиться в Йосифінській метриці, і датована (1785—1788 pp.), а дата заснування за різними версіями від 1450 до 1600 року н.е..
Біля Сокільської скелі опришками було розбите татарське військо, тому потік біля скелі носить назву Татарський.
Було під владою Речі Посполитої, пізніше Австрійської імперії (як частина імперського краю Королівство Галичини та Володимирії).
Після Першої світової війни було окуповане Польщею до 1939 року.
17 вересня 1939 р. Червона армія вступила на територію Західної України. На честь дня приходу "визволителів" було названо колгосп "17 вересня".
Жителі села активно підтримували опришківський рух, а згодом і бандерівський. Багато жителів села полягло в нерівній боротьбі з загарбниками.
У 40-50-х роках минулого століття багато великорожинців брали участь у русі опору, були вояками УПА. У селі розташований пам'ятник воїнам УПА.

## Перший в Україні пам'ятник Т. Г. Шевченку

Вигляд пам'ятника у наші дні

У далекому 1896 р. (а за деякими іншими даними ще раніше — у 1862 р.) біля південної частини Сокільської скелі було встановлено монумент на честь Тараса Шевченка у вигляді обеліска-колони, на якому було викарбовано слова поета: «Схаменіться, будьте люде, бо лихо вам буде!». Монумент був встановлений на громадські кошти, зібрані жителями сіл Великий та Малий Рожин, Тюдів, Розтоки. Дослідники вважають, що це був один з перших, а можливо і перший, пам'ятників Кобзареві на території усієї Західної України.
Проте, у роки Першої світової війни долиною Черемоша відбувалося значне пересування військ та техніки. Командування вирішило розширити дорогу, і таким чином у процесі будівельних робіт цей обеліск було демонтовано. Місцеві селяни врятували пам'ятник, проте у роки сумнозвісної пацифікації він був остаточно знищений поляками. Монумент спромоглися відновити з ініціативи місцевих мешканців лише у 1990 р. до 175-річчя від дня народження Тараса Шевченка, про що свідчить меморіальна табличка, встановлена у ті роки. Фігуру поета виконали скульптори Володимир і Василь Одрехівські.
Сучасний монумент зображає поета у зрілому віці, у повен зріст. Пам'ятник висотою біля 2,5м стоїть на кам'яному постаменті висотою 2 м. Сюди можна піднятись сходами від водоспаду Сикавка і потрапити на обладнаний оглядовий майданчик з прекрасним видом на Сокільську скелю і долину Черемоша. У хорошу походу тут можна придбати сувеніри та дари лісу, якими торгують місцеві жителі.

## Релігія
В селі діють дві релігійні громади. Громаді Української греко-католицької церкви (Церква святих  апостолів  Петра і Павла) служить парох о. Дмитро Мішко.

### Церква Великомученика Дмитра
Докладніше: Церква Великомученика Дмитра (Великий Рожин)
Перша в історії цього села церква постала наприкінці XVIII ст. Ремонтована у 1860 році. На її місці у 1895 році збудована нова дерев'яна церква. Відновлена у 1990 році — з того часу зовнішній вигляд церкви суттєво не змінився. Пам'ятка архітектури національного значення тепер в користуванні православної громади.
Церква хрестоподібна в плані з квадратним зрубом нави та невеликими раменами, має опасання на вінцях зрубів, два ганки та захристя. Опасання покрите бляхою, як і весь простір стін і даху над опасанням. Над зрубом нави розташована восьмистороння основа для витягнутої бані з маківкою на восьмисторонньому ліхтарі. Бокові зруби перекриті двоскатними дахами з маківками
Традиційно на церкві багато бляхи, тільки стіни під опасанням зберегли оригінальними. Дерев’яна триярусна маленька дзвіниця з 1895 року стоїть з південного заходу від церкви.
Належить до Православної церкви України. Настоятель митр. прот. Іван Сабадаш.

## Водоспади

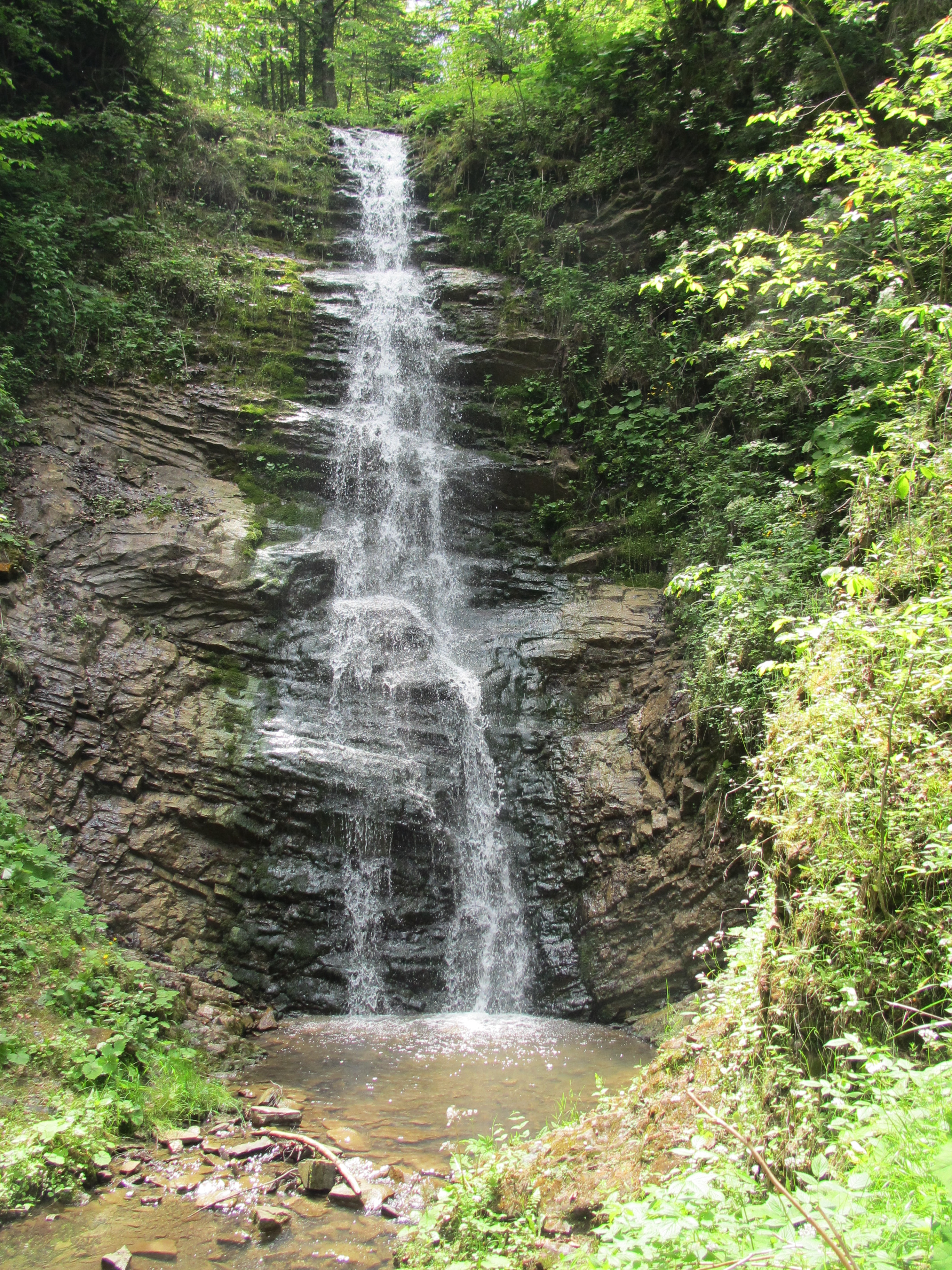
Лужківський
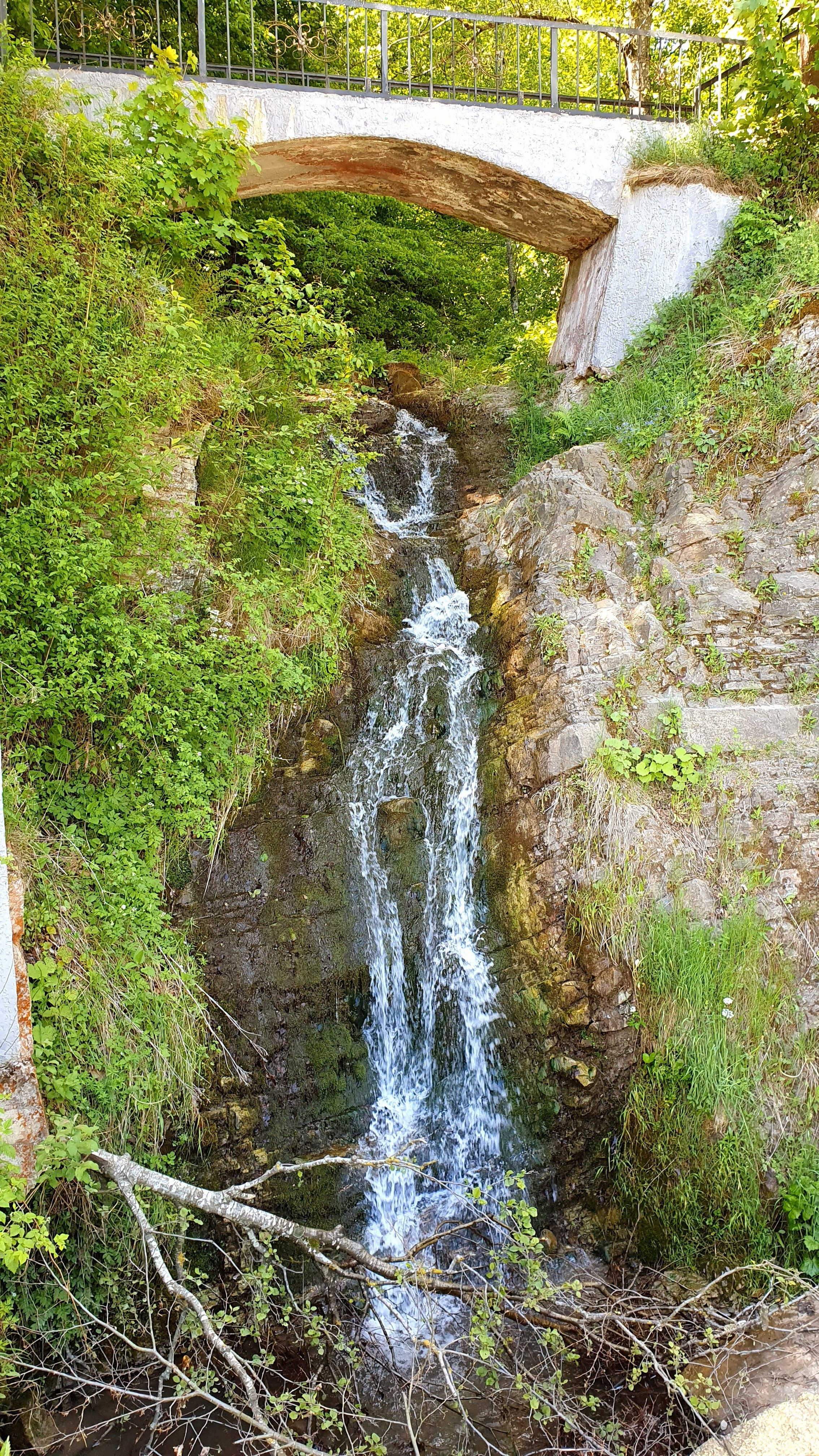
Сикавка
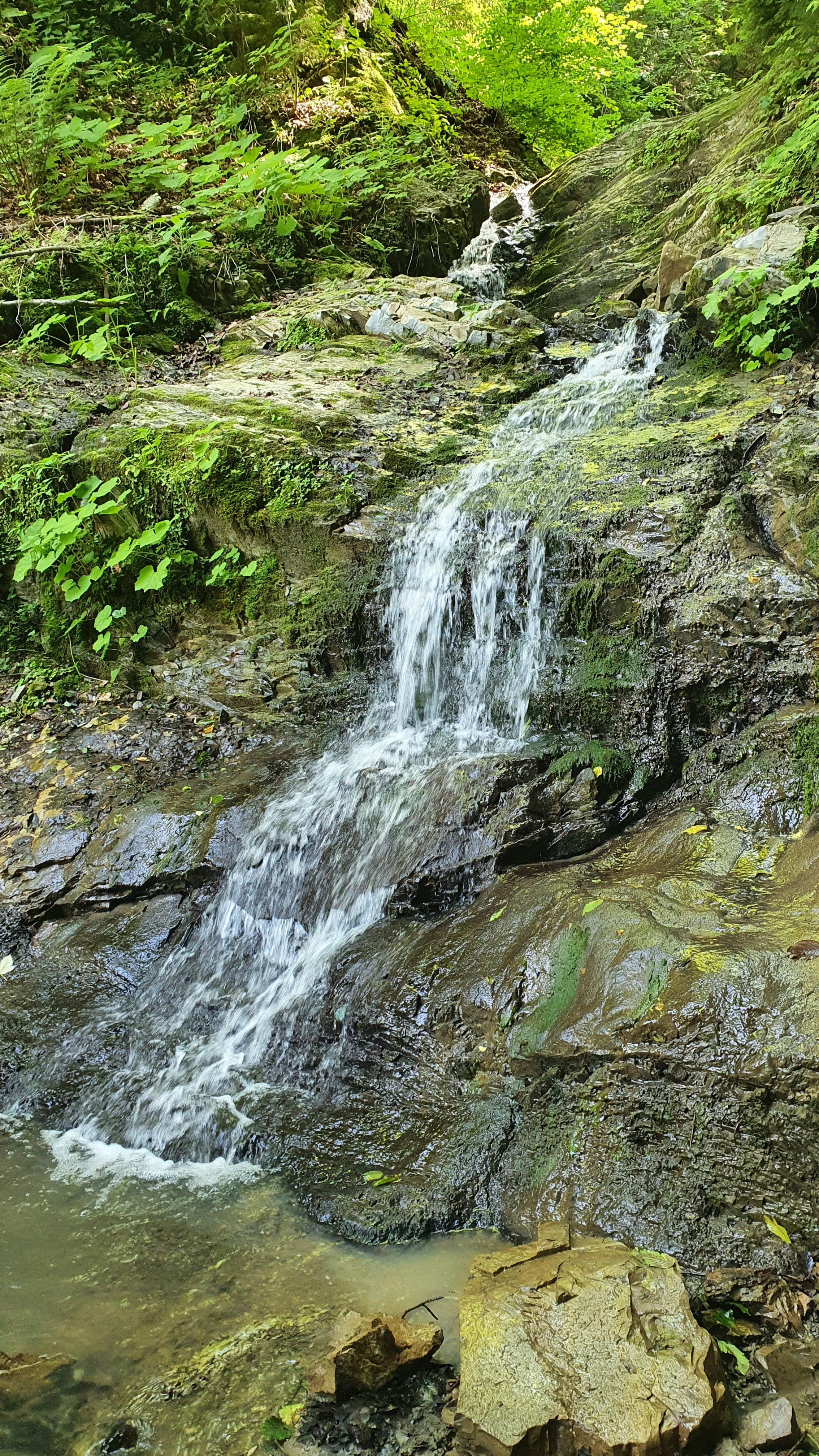
Сикавка Верхня
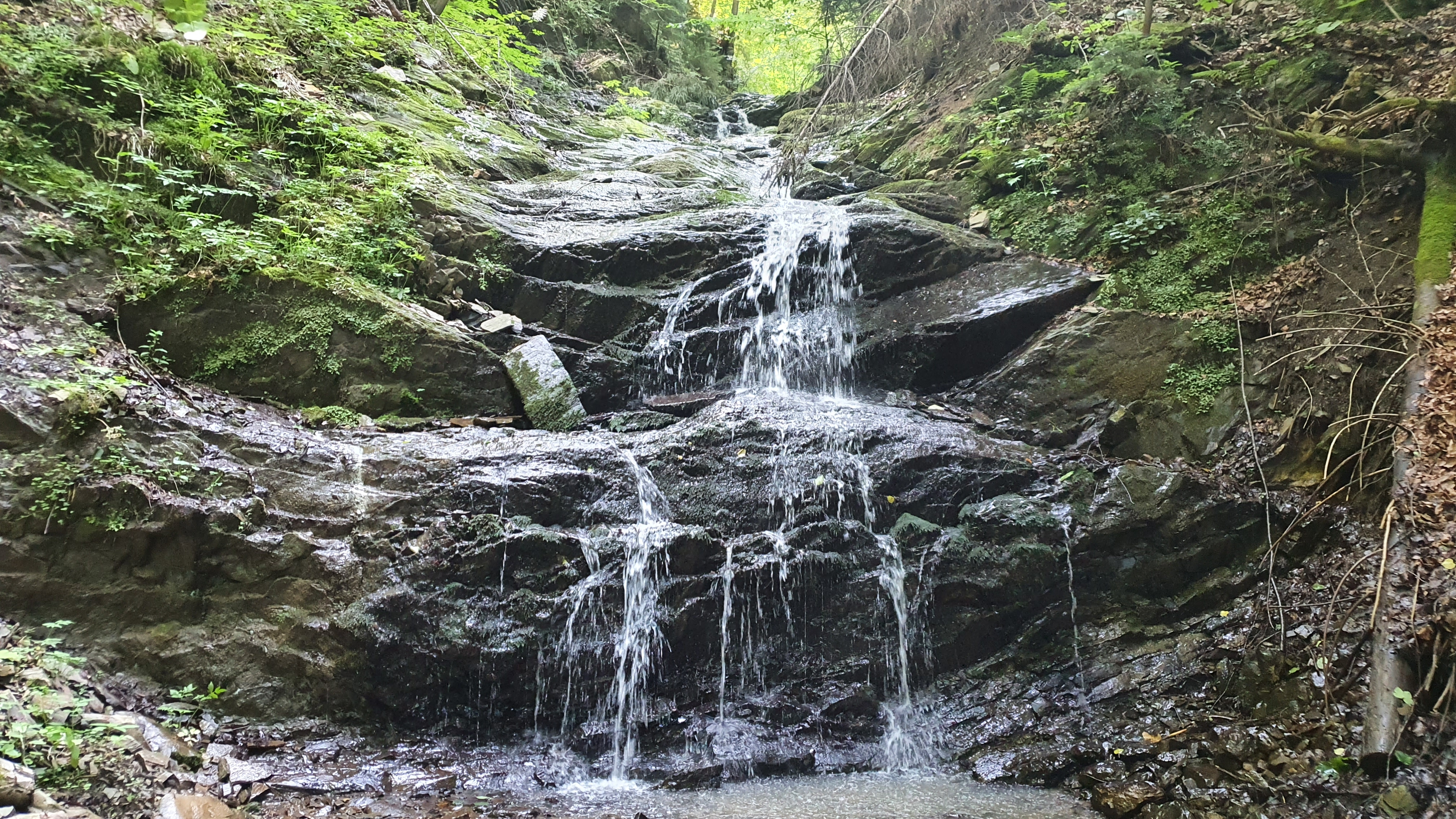
Великорожинський Гук
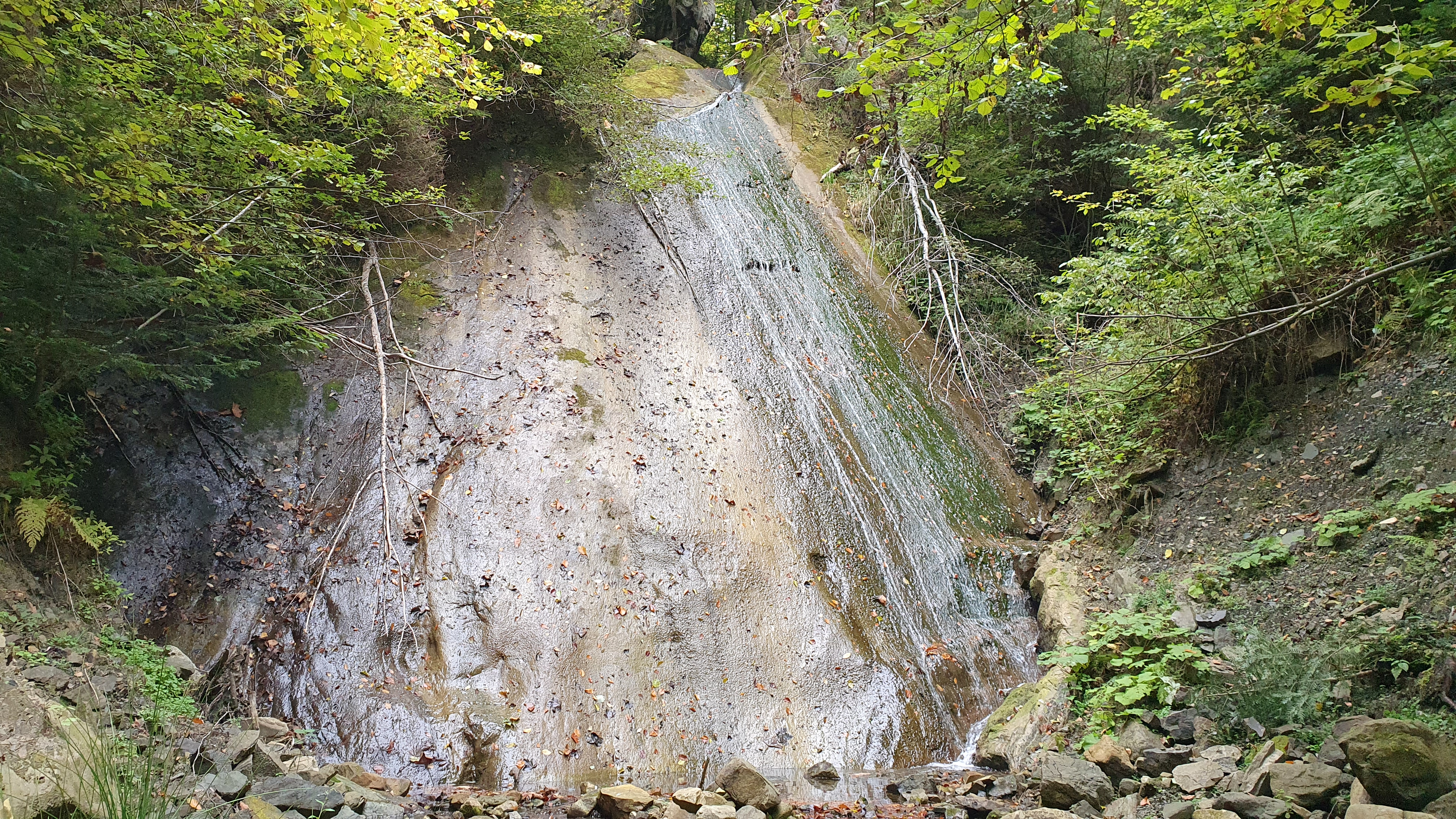
Довбуш і Дзвінка
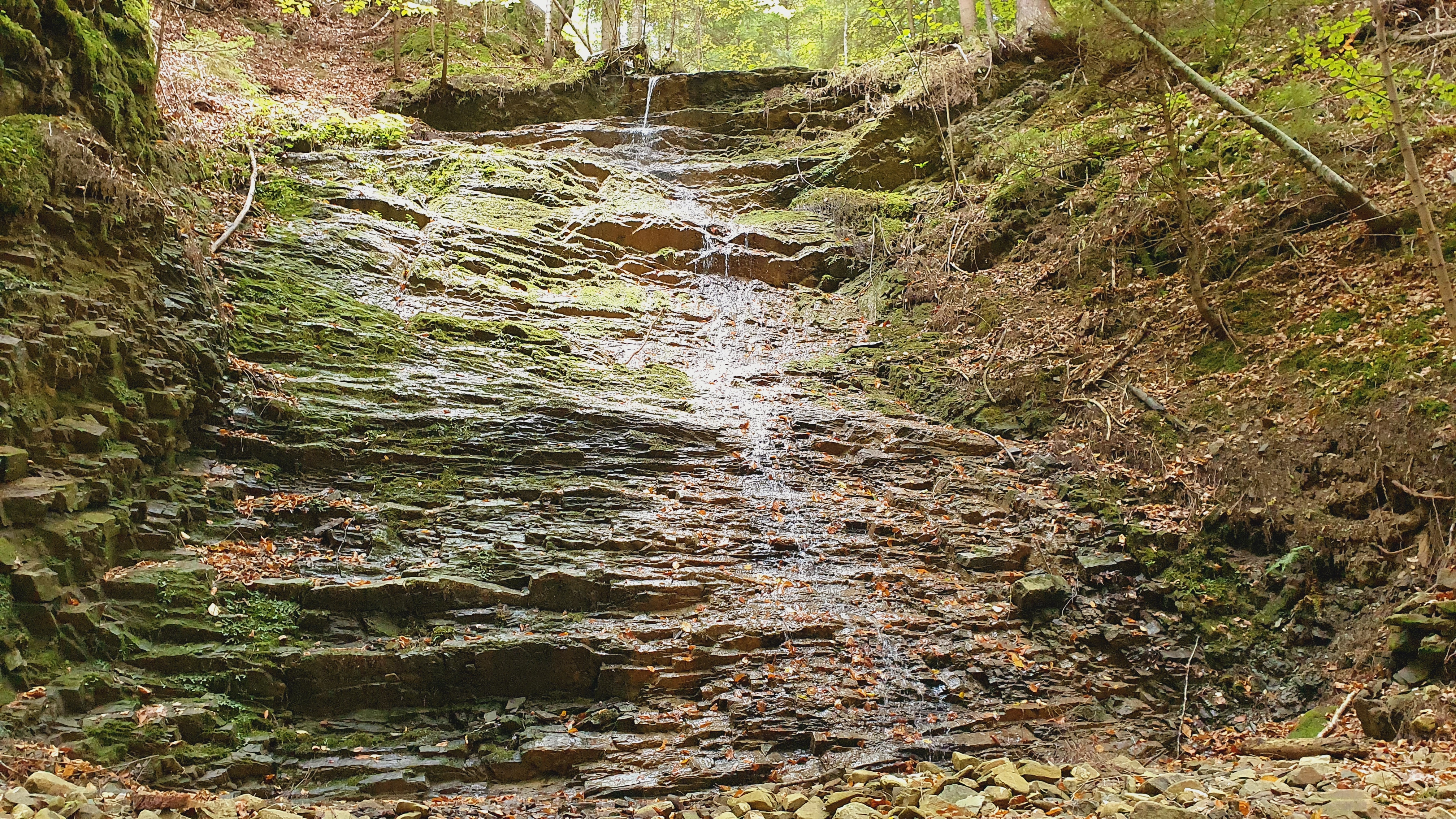
Іваниха
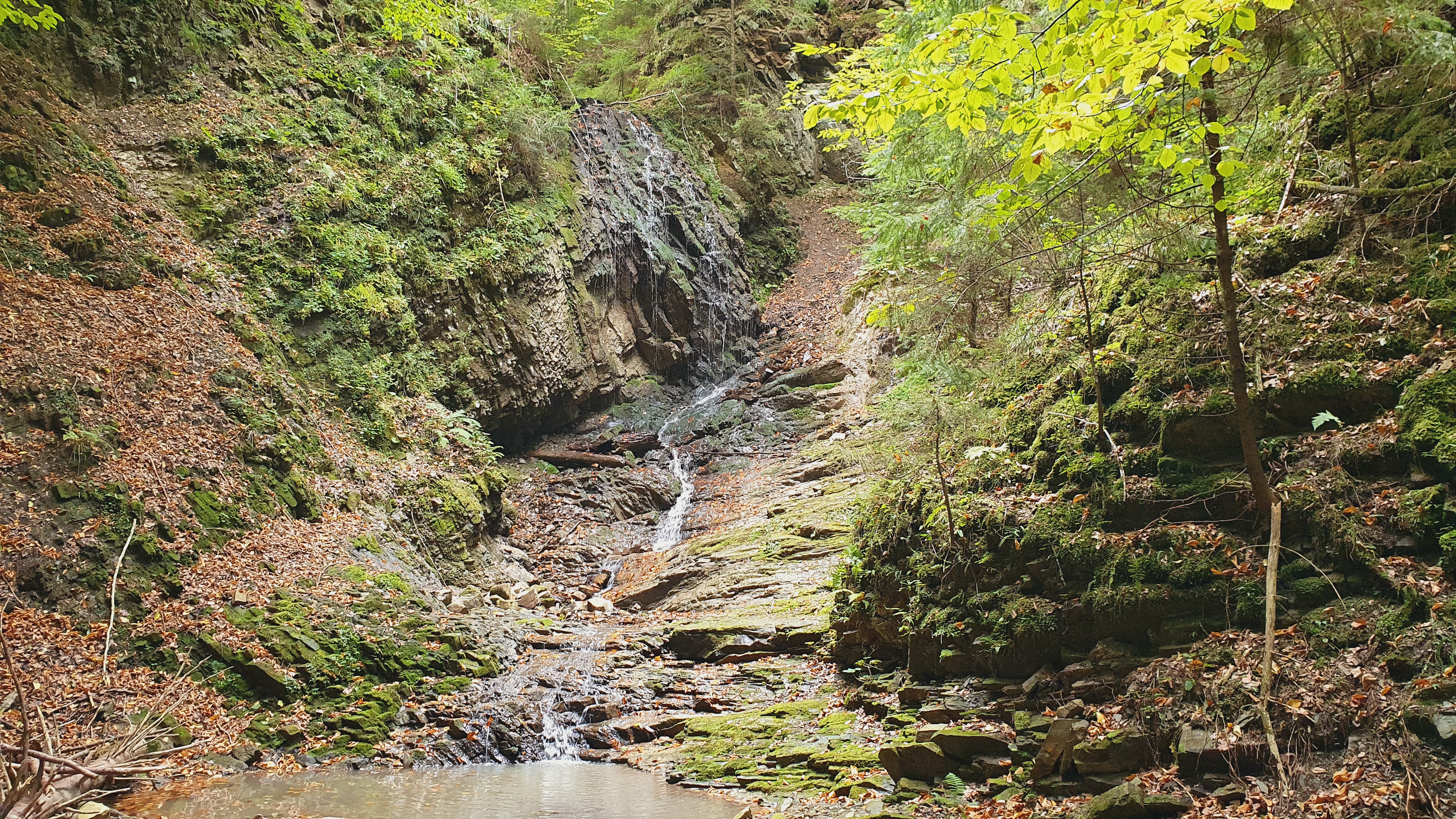
Манівлоги
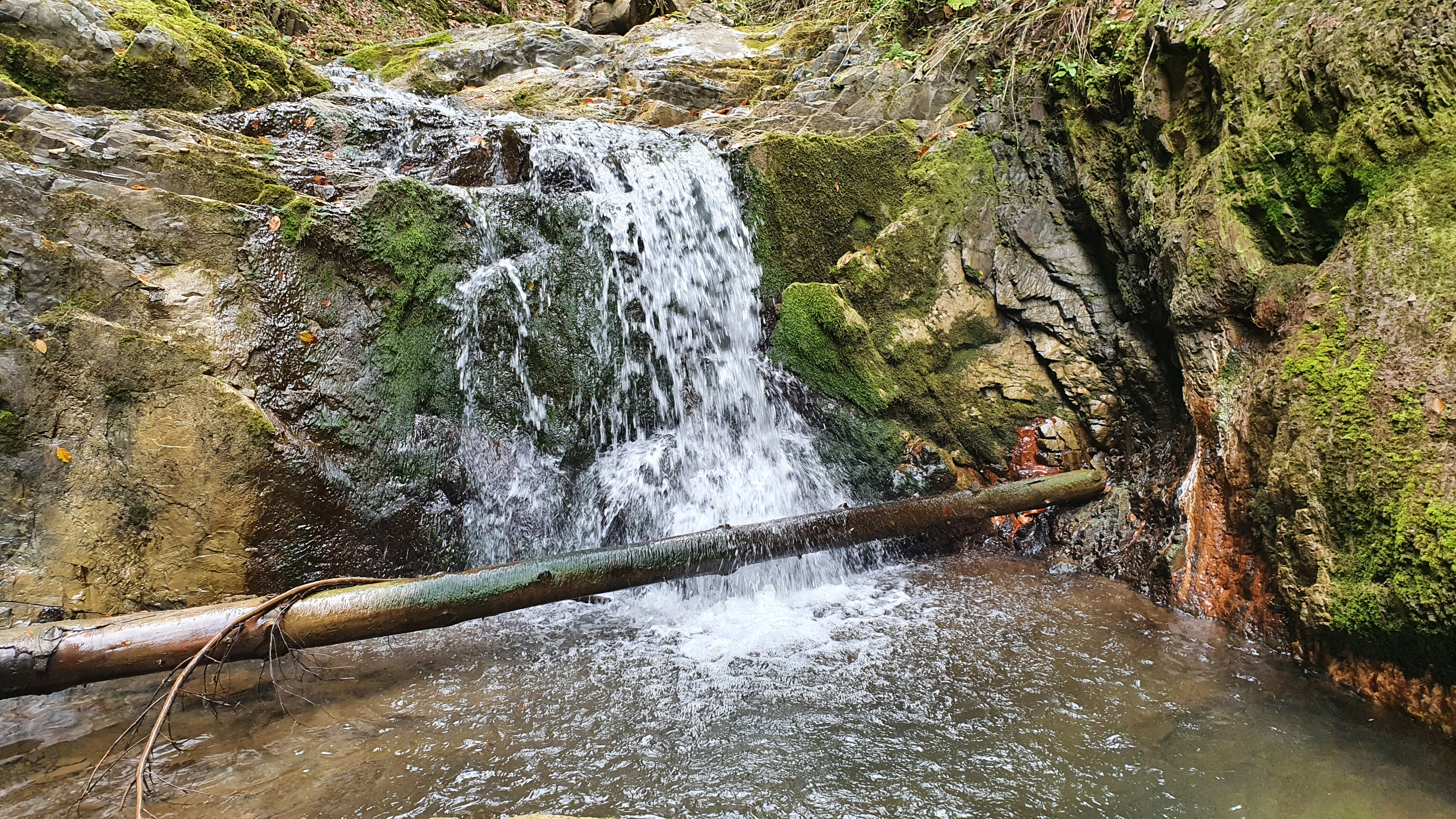
Кубеївський Гук

- Лужківський
- Сикавка
- Сикавка Верхня
- Манівлоги
- Великорожинський Гук
- Іваниха
- Дзвінка (Заборонене кохання)
- Довбуш (Заборонене кохання)
- Кубеївський Гук